# Martin Schoenmakers
Martin Anton Schoenmakers (* 10. August 1914 in Essen; † 28. August 1975 ebenda) war ein deutscher Architekt.

## Leben

### Familie und Ausbildung
Martin Schoenmakers’ Vorfahren stammten aus den Niederlanden. Er selbst heiratete am 30. März 1940 in Essen Hildegard Brodowski, geb. 22. Mai 1914 in Graudenz. Martin Schoenmakers absolvierte eine Ausbildung zum Architekten an der Essener Handwerker- und Gewerbeschule (ab 1928: Folkwang Fachschule für Gestaltung, später Folkwang Universität der Künste) beim Dozenten Curt Wasse, der z. B. die Restaurantgebäude im Gruga-Park baute.

### Beruflicher Werdegang
Schoenmakers arbeitete zunächst im Architekturbüro seines Dozenten Curt Wasse, ab 1947 eigenverantwortlich.
Er war vielseitig im Bereich der Gebrauchsarchitektur tätig. Er baute Wohnhäuser, Industriegebäude, Verwaltungsgebäude, Kirchen, Kinos usw. Sein Schwerpunkt lag in der Stadt Essen. In Frankfurt a. M. baute er Messegebäude: die Hallen 5 und 6 mit Ausstellungsflächen von 35.521 und 64.700 Quadratmetern, verteilt auf vier Ebenen. In den Jahren 1949 bis 1952 wurde an der Essener Freiheit Schoenmakers’ Verwaltungsgebäude des Deutschen Kohleverkaufs errichtet, das Ruhrkohlehaus. An der rechten Seite der Fassade war eine große Plastik der heiligen Barbara und eines Bergmanns vom Bildhauer Joseph Enseling. In Essen-Vogelheim und Essen-Gerschede erbaute Schoenmakers in den 1950er Jahren die (2019 abgerissenen) Kirchen St. Thomas und St. Paulus.

## Publikationen über Martin Schoenmakers
- Andreas Koemer: Der Essener Architekt Martin Schoenmakers und seine Borbecker Bauten. In: Borbecker Beiträge 34. Jg. 2/2018, S. 65–70.
- Karl Sabel: Martin Schoenmakers, aus der Zeitungsserie: Sie bauten unsere Stadt. In: Westdeutsche Allgemeine, Ausgabe vom 29. März 1953.
- borbeck.de

| Personendaten    | Personendaten              |
| ---------------- | -------------------------- |
| NAME             | Schoenmakers, Martin       |
| ALTERNATIVNAMEN  | Schoenmakers, Martin Anton |
| KURZBESCHREIBUNG | deutscher Architekt        |
| GEBURTSDATUM     | 10. August 1914            |
| GEBURTSORT       | Essen                      |
| STERBEDATUM      | 28. August 1975            |
| STERBEORT        | Essen                      |